# Liste der Monuments historiques in Arthies
Die Liste der Monuments historiques in Arthies führt die Monuments historiques in der französischen Gemeinde Arthies auf.

## Liste der Bauwerke
| Bezeichnung                    | Beschreibung                  | Standort | Kennzeichnung | Schutzstatus | Datum | Bild           |
| ------------------------------ | ----------------------------- | -------- | ------------- | ------------ | ----- | -------------- |
| Schloss Arthies mit Taubenturm |                               | (Lage)   | PA00079985    | Inscrit      | 1948  | weitere Bilder |
| Kirche St-Aignan               | Erbaut im 11./12. Jahrhundert | (Lage)   | PA00079986    | Inscrit      | 1926  | weitere Bilder |

## Liste der Objekte
| Bezeichnung                                                                    | Beschreibung                                        | Standort                       | Kennzeichnung | Schutzstatus | Datum | Bild           |
| ------------------------------------------------------------------------------ | --------------------------------------------------- | ------------------------------ | ------------- | ------------ | ----- | -------------- |
| Taufbecken                                                                     | 12. Jahrhundert                                     | in der Kirche St-Aignan (Lage) | PM95000027    | Classé       | 1908  | weitere Bilder |
| Ölgemälde Der heilige Aignan rettet die von den Hunnen belagerte Stadt Orléans | Zweite Hälfte des 17. Jahrhunderts                  | in der Kirche St-Aignan (Lage) | PM95001587    | Inscrit      | 1996  |                |
| Skulptur des heiligen Maur                                                     | Stein, polychrom gefasst, Ende des 16. Jahrhunderts | in der Kirche St-Aignan (Lage) | PM95001586    | Inscrit      | 1996  |                |